# Maison de plaisance

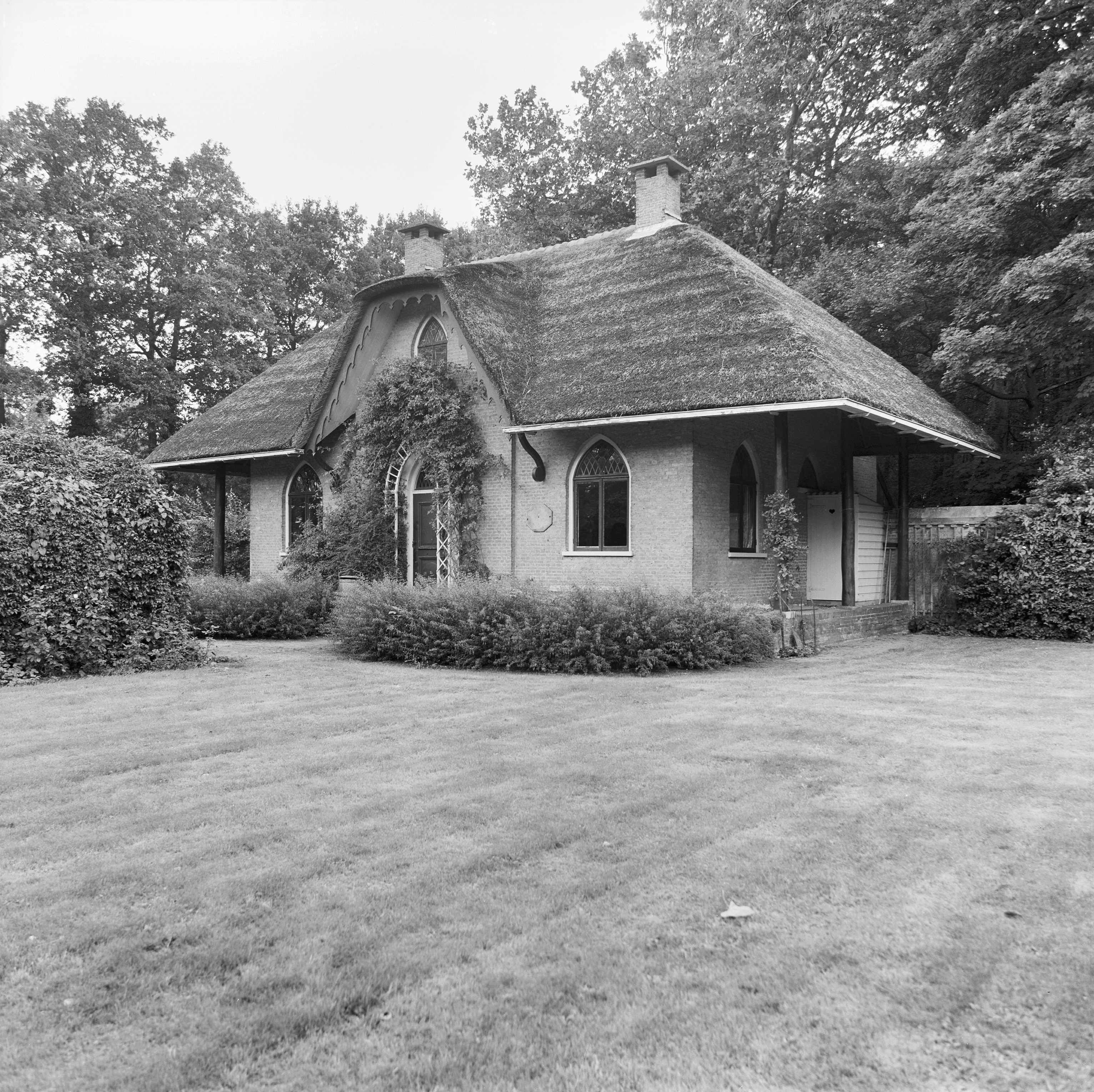
Maison de plaisance

Maison de plaisance (fr. dom przyjemności) – najczęściej nieduży, reprezentacyjny budynek. Może mieć wygląd pałacyku, willi albo pawilonu. Budynek położony na terenie miasta lub poza nim, przeznaczony na pobyt czasowy.
Przykładem maison de plaisance może być zachowany częściowo XVIII-wieczny kompleks zamku, pałacu i ogrodów w Rzeszowie, a także Elizeum w Warszawie.